# Лапласова трансформација
Лапласова трансформација (названа по Пјер-Симон Лапласу) је интегрална трансформација, која дату каузалну функцију f(t) (оригинал) пресликава из временског домена (t = време) у функцију F(s) у комплексном спектралном домену. Лапласова трансформација, иако је добила име у његову част, јер је ову трансформацију користио у свом раду о теорији вероватноће, трансформацију је заправо открио Леонард Ојлер, швајцарски математичар из осамнаестог века.

## Појам оригинала
Функција t->f(t) назива се оригиналом ако испуњава следеће услове:
1. f је интеграбилна на сваком коначном интервалу t осе
2. за свако t<0, f(t)=0
3. постоје M и s0, тако да је {\displaystyle |f(t)|\leq Me^{s_{0}t}}

## Дефиниција Лапласове трансформације
{\displaystyle F(s)={\mathcal {L}}\left\{f(t)\right\}=\int _{0}^{\infty }e^{-st}f(t)\,dt.\qquad (s=\sigma +\mathrm {i} \omega ;\quad \sigma >0;\quad t\geq 0)}
Функција F(s) је »слика« или лапласова трансформација »оригинала« f(t).
За случај да је {\displaystyle s=i\omega } добија се једнострана Фуријеова трансформација:
{\displaystyle F(\omega )={\mathcal {F}}\left\{f(t)\right\}}
{\displaystyle ={\mathcal {L}}\left\{f(t)\right\}|_{s=i\omega }=F(s)|_{s=i\omega }}
{\displaystyle =\int _{0}^{\infty }e^{-\imath \omega t}f(t)\,\mathrm {d} t.}

## Особине

### Линеарност
{\displaystyle {\mathcal {L}}\{\sum _{k=1}^{n}\alpha _{k}f_{k}(t)\}=\sum _{k=1}^{n}\alpha _{k}F_{k}(s)}

### Теорема сличности
Ако је {\displaystyle a>0}, тада је {\displaystyle {\mathcal {L}}\{f(at)\}={1 \over a}F({s \over a})}, при чему је {\displaystyle {\mathcal {L}}\{f(t)\}=F(s)}

### Диференцирање оригинала
Ако је {\displaystyle a>0} и {\displaystyle {\mathcal {L}}\{f(t)\}=F(s)}, тада је {\displaystyle {\mathcal {L}}\{f^{\prime }(t)\}=sF(s)-f(0)}

### Диференцирање слике
Ако је {\displaystyle {\mathcal {L}}\{f(t)\}=F(s)}, тада је {\displaystyle {\mathcal {L}}\{tf(t)\}=-F^{\prime }(s)}, односно индукцијом се потврђује да важи {\displaystyle {\mathcal {L}}\{t^{n}f(t)\}=(-1)^{n}F^{(n)}(s)}

### Интеграција оригинала
Ако је {\displaystyle a>0} и {\displaystyle {\mathcal {L}}\{f(t)\}=F(s)}, тада је {\displaystyle {\mathcal {L}}\{\int _{0}^{t}t(\tau )d\tau \}={1 \over s}F(s)}

### Интеграција слике
Ако постоји интеграл {\displaystyle \int _{0}^{\infty }F(s)ds}, тада је {\displaystyle {\mathcal {L}}\{{f(t) \over t}\}=\int _{s}^{\infty }F(\sigma )d\sigma }

### Теорема померања
{\displaystyle {\mathcal {L}}\{{e^{s_{0}t}f(t)}\}=F(s-s_{0})}

### Теорема кашњења
{\displaystyle {\mathcal {L}}\{{f(t-\tau )}\}=e^{-s\tau }F(s),\tau \geq 0}

### Лапласова трансформацијаконволуцијефункција
{\displaystyle {\mathcal {L}}\{f*g\}={\mathcal {L}}\{f\}{\mathcal {L}}\{g\}}
Ова особина је позната као Борелова теорема.
Напомена: дефиниција конволуције је: {\displaystyle (f\ast g)(x)=\int _{-\infty }^{+\infty }f(x-t)\cdot g(t)\cdot dt=\int _{-\infty }^{+\infty }f(t)\cdot g(x-t)\cdot dt}

### Лапласова трансформацијапериодичних функција
Ако {\displaystyle f(t)} има особину {\displaystyle f(t+T)=f(t)}, тада важи {\displaystyle {\mathcal {L}}\{f(t)\}=\int _{0}^{T}{e^{-su} \over {1-e^{-sT}}}f(u)du}

#### Доказ
{\displaystyle {\mathcal {\,}}\int _{0}^{\infty }e^{-st}f(t)dt=\int _{0}^{T}e^{-st}f(t)dt{\mid }_{t=u}+\int _{T}^{2T}e^{-st}f(t)dt{\mid }_{t=u+T}\int _{2T}^{3T}e^{-st}f(t)dt{\mid }_{t=u+2T}+...\,}
{\displaystyle {\mathcal {\,}}\int _{0}^{\infty }e^{-st}f(t)dt=\int _{0}^{T}e^{-st}f(u)du+\int _{T}^{2T}e^{-s(u+T)}f(u+T)du+\int _{2T}^{3T}e^{-s(u+2T)}f(u+2T)du+...\,}
{\displaystyle {\mathcal {\,}}\int _{0}^{\infty }e^{-st}f(t)dt=\int _{0}^{T}e^{-su}f(u)du+e^{-sT}\int _{0}^{T}e^{-su}f(u)du+e^{-2sT}\int _{0}^{T}e^{-su}f(u)dT+...\,}
{\displaystyle {\mathcal {\,}}\int _{0}^{\infty }e^{-st}f(t)dt=(1+e^{-sT}+e^{-2sT}+...)\int _{0}^{T}e^{-sT}f(T)du{\mid }_{u=t}\,}
Одакле следи: {\displaystyle {\mathcal {L}}\{f\}={1 \over 1-e^{-Ts}}\int _{0}^{T}e^{-st}f(t)\,dt}

## Табела најчешће коришћених Лапласових трансформација
Једнострана Лапласова трансформација има смисла само за не-негативне вредности t, стога су све временске функције у табели поможене са Хевисајдовом функцијом.
| ID | Функција | Временски домен {\displaystyle x(t)={\mathcal {L}}^{-1}\left\{X(s)\right\}}      | Лапласов s-домен (фреквентни домен) {\displaystyle X(s)={\mathcal {L}}\left\{x(t)\right\}}                       | Област конвергенције за каузалне системе                         |
| --- | --- | -------------------------------------------------------------------------------- | --- | ---------------------------------------------------------------- |
| 1 | идеално кашњење | {\displaystyle \delta (t-\tau )\ }                                               | {\displaystyle e^{-\tau s}\ }                                                                                   |                                                                  |
| 1a | јединични импулс | {\displaystyle \delta (t)\ }                                                     | {\displaystyle 1}                                                                                               | {\displaystyle \mathrm {} \ s\,}                                 |
| 2 | закашњени n-ти степен са фреквенцијским померањем | {\displaystyle {\frac {(t-\tau )^{n}}{n!}}e^{-\alpha (t-\tau )}\cdot u(t-\tau )} | {\displaystyle {\frac {e^{-\tau s}}{(s+\alpha )^{n+1}}}}                                                        | {\displaystyle {\textrm {Re}}\{s\}>0\,}                          |
| 2a | -ти степен (за цео број n) | {\displaystyle {t^{n} \over n!}\cdot u(t)}                                       | {\displaystyle {1 \over s^{n+1}}}                                                                               | {\displaystyle {\textrm {Re}}\{s\}>0\,}                          |
| 2a.1 | -ти степен (за реално q) | {\displaystyle {t^{q} \over \Gamma (q+1)}\cdot u(t)}                             | {\displaystyle {1 \over s^{q+1}}}                                                                               | {\displaystyle {\textrm {Re}}\{s\}>0\,}                          |
| 2a.2 | Хевисајдова функција | {\displaystyle u(t)\ }                                                           | {\displaystyle {1 \over s}}                                                                                     | {\displaystyle {\textrm {Re}}\{s\}>0\,}                          |
| 2b | закашњена Хевисајдова функција | {\displaystyle u(t-\tau )\ }                                                     | {\displaystyle {e^{-\tau s} \over s}}                                                                           | {\displaystyle {\textrm {Re}}\{s\}>0\,}                          |
| 2c | рампа функција | {\displaystyle t\cdot u(t)\ }                                                    | {\displaystyle {\frac {1}{s^{2}}}}                                                                              | {\displaystyle {\textrm {Re}}\{s\}>0\,}                          |
| 2d | фреквенцијско померање n-тог реда | {\displaystyle {\frac {t^{n}}{n!}}e^{-\alpha t}\cdot u(t)}                       | {\displaystyle {\frac {1}{(s+\alpha )^{n+1}}}}                                                                  | {\displaystyle {\textrm {Re}}\{s\}>-\alpha \,}                   |
| 2d.1 | експоненцијално опадање | {\displaystyle e^{-\alpha t}\cdot u(t)\ }                                        | {\displaystyle {1 \over s+\alpha }}                                                                             | {\displaystyle {\textrm {Re}}\{s\}>-\alpha \ }                   |
| 3 | експоненцијално приближавање | {\displaystyle (1-e^{-\alpha t})\cdot u(t)\ }                                    | {\displaystyle {\frac {\alpha }{s(s+\alpha )}}}                                                                 | {\displaystyle {\textrm {Re}}\{s\}>0\ }                          |
| 4 | синус | {\displaystyle \sin(\omega t)\cdot u(t)\ }                                       | {\displaystyle {\omega \over s^{2}+\omega ^{2}}}                                                                | {\displaystyle {\textrm {Re}}\{s\}>0\ }                          |
| 5 | косинус | {\displaystyle \cos(\omega t)\cdot u(t)\ }                                       | {\displaystyle {s \over s^{2}+\omega ^{2}}}                                                                     | {\displaystyle {\textrm {Re}}\{s\}>0\ }                          |
| 6 | синус хиперболикус | {\displaystyle \sinh(\alpha t)\cdot u(t)\ }                                      | {\displaystyle {\alpha \over s^{2}-\alpha ^{2}}}                                                                | {\displaystyle {\textrm {Re}}\{s\}>\|\alpha \|\ }                |
| 7 | косинус хиперболикус | {\displaystyle \cosh(\alpha t)\cdot u(t)\ }                                      | {\displaystyle {s \over s^{2}-\alpha ^{2}}}                                                                     | {\displaystyle {\textrm {Re}}\{s\}>\|\alpha \|\ }                |
| 8 | експоненцијално опадајући синус | {\displaystyle e^{\alpha t}\sin(\omega t)\cdot u(t)\ }                           | {\displaystyle {\omega \over (s-\alpha )^{2}+\omega ^{2}}}                                                      | {\displaystyle {\textrm {Re}}\{s\}>\alpha \ }                    |
| 9 | експоненцијално опадајући косинус | {\displaystyle e^{\alpha t}\cos(\omega t)\cdot u(t)\ }                           | {\displaystyle {s-\alpha \over (s-\alpha )^{2}+\omega ^{2}}}                                                    | {\displaystyle {\textrm {Re}}\{s\}>\alpha \ }                    |
| 10 | -ти корен | {\displaystyle {\sqrt[{n}]{t}}\cdot u(t)}                                        | {\displaystyle s^{-(n+1)/n}\cdot \Gamma \left(1+{\frac {1}{n}}\right)}                                          | {\displaystyle {\textrm {Re}}\{s\}>0\,}                          |
| 11 | природни логаритам | {\displaystyle \ln(t)\cdot u(t)}                                                 | {\displaystyle -{1 \over s}\,\left[\ln(s)+\gamma \right]}                                                       | {\displaystyle {\textrm {Re}}\{s\}>0\,}                          |
| 12 | Беселова функција прве врсте, реда | {\displaystyle J_{n}(\omega t)\cdot u(t)}                                        | {\displaystyle {\frac {\omega ^{n}\left(s+{\sqrt {s^{2}+\omega ^{2}}}\right)^{-n}}{\sqrt {s^{2}+\omega ^{2}}}}} | {\displaystyle {\textrm {Re}}\{s\}>0\,} {\displaystyle (n>-1)\,} |
| 13 | модификована Беселова функција прве врсте, реда | {\displaystyle I_{n}(\omega t)\cdot u(t)}                                        | {\displaystyle {\frac {\omega ^{n}\left(s+{\sqrt {s^{2}-\omega ^{2}}}\right)^{-n}}{\sqrt {s^{2}-\omega ^{2}}}}} | {\displaystyle {\textrm {Re}}\{s\}>\|\omega \|\,}                |
| 14 | Беселова функција друге врсте, нултог реда | {\displaystyle Y_{0}(\alpha t)\cdot u(t)}                                        | {\displaystyle -{2\sinh ^{-1}(s/\alpha ) \over \pi {\sqrt {s^{2}+\alpha ^{2}}}}}                                | {\displaystyle {\textrm {Re}}\{s\}>0\,}                          |
| 15 | модификована Беселова функција друге врсте, нултог реда | {\displaystyle K_{0}(\alpha t)\cdot u(t)}                                        | |                                                                  |
| 16 | функција грешке | {\displaystyle \mathrm {erf} (t)\cdot u(t)}                                      | {\displaystyle {e^{s^{2}/4}\left(1-\operatorname {erf} \left(s/2\right)\right) \over s}}                        | {\displaystyle {\textrm {Re}}\{s\}>0\,}                          |
| Објашњења: \| - {\displaystyle u(t)\,} представља Хевисајдову функцију. - {\displaystyle \delta (t)\,} представља Диракову делта функцију. - {\displaystyle \Gamma (z)\,} представља Гама функцију. - {\displaystyle \gamma \,} је Ојлер-Маскеронијева константа. \| - {\displaystyle t\,}, је реалан број који обично представља време, иако може да се односи на било коју димензију. - {\displaystyle s\,} је комплексна угаона фреквенција, а {\displaystyle {\textrm {Re}}\{s\}} је њен реални део. - {\displaystyle \alpha \,}, {\displaystyle \beta \,}, {\displaystyle \tau \,}, and {\displaystyle \omega \,} су реални бројеви. - {\displaystyle n\,}, је цео број. \| - Каузални систем је систем у коме је импулсни одзив нула за свако време . Види још: каузалност. | |                                                                                  | |                                                                  |
| - {\displaystyle u(t)\,} представља Хевисајдову функцију. - {\displaystyle \delta (t)\,} представља Диракову делта функцију. - {\displaystyle \Gamma (z)\,} представља Гама функцију. - {\displaystyle \gamma \,} је Ојлер-Маскеронијева константа. | - {\displaystyle t\,}, је реалан број који обично представља време, иако може да се односи на било коју димензију. - {\displaystyle s\,} је комплексна угаона фреквенција, а {\displaystyle {\textrm {Re}}\{s\}} је њен реални део. - {\displaystyle \alpha \,}, {\displaystyle \beta \,}, {\displaystyle \tau \,}, and {\displaystyle \omega \,} су реални бројеви. - {\displaystyle n\,}, је цео број. |                                                                                  | |                                                                  |

## Инверзна Лапласова трансформација
У општем случају, оригинал f(t) дате слике F(s) добија се решавањем Бромвичовог интеграла:
{\displaystyle {\mathcal {L}}^{-1}\left\{F(s)\right\}={\frac {1}{2\pi \imath }}\int _{\gamma -\imath \infty }^{\gamma +\imath \infty }e^{st}F(s)\,ds\qquad \gamma >s_{0},}
где је {\displaystyle s_{0}} реални део било ког сингуларитета функције {\displaystyle F(s)}.
С обзиром да се овде интеграли комплексна променљива, потребно је користити методе комплексне математичке анализе. Многи примери инверзне Лапласове трансформације наведени су у табели изнад. У пракси, функције се трансформишу у примере из таблице, на пример разлагањем на просте факторе.

## Дискретна Лапласова трансформација
За функцију целобројне променљиве {\displaystyle f(n)} њена дискретна Лапласова трансформација се дефинише као:
{\displaystyle F^{\ast }(s)=\sum _{n=0}^{\infty }e^{-sn}f(n)}
Конвергенција овог реда зависи од {\displaystyle s}.
Све особине и теореме регуларне Лапласове трансформације имају своје еквиваленте у дискретној Лапласовој трансформацији.

## Примена
У математици Лапласова трансформација се користи за анализирање линеарних, временски непроменљивих система, као: електричних кола, хармонијских осцилатора, оптичких уређаја и механичких система. Има примене у решавању диференцијалних једначина и теорији вероватноће.